# 寇彥卿
寇彥卿（862年—918年），字俊臣，開封人。晚唐和后梁武将。

## 生平

### 早期
祖父寇琯、父寇裔世代皆效力於宣武軍擔任牙將軍職。朱全忠初任宣武军节度使，因寇彦卿为将门之子，提拔在左右。弱冠时，选為通赞官。
寇彥卿身長八尺，隆準方面，語音如鐘，工騎射，好書史，善於迎合朱全忠的意思，動作皆如旨。朱全忠喜爱他，曾說：「敬翔、劉捍、寇彥卿都是天為我生的。」賜以所乘愛馬「一丈烏」。朱全忠与宰相崔胤合谋，欲遷都洛陽，而唐昭宗沒有准許。其後天复年间唐昭宗往鳳翔奔逃，朱全忠以兵圍之。以寇彦卿为诸道马步军都排阵使。朱全忠命令寇彥卿負責把軍隊陣仗整頓好，寇彥卿騎乘先前所賜的一丈烏奔馳到陣前，朱全忠張大眼睛對他說：「真神將也！」
凤翔节度使李茂贞被迫将昭宗交给朱全忠。朱全忠受命为诸道兵马副元帅（元帅由皇子辉王李祚挂名充任），补寇彦卿为元帅府押牙，充四镇通赞官行首兼右長直都指揮使，累次奏请授检校司徒，領洺州刺史。昭宗赐寇彦卿迎銮毅勇功臣，改邢州刺史，不久迁亳州团练使。朱全忠率兵到河中，遣寇彥卿奉表称邠宁、凤翔军逼近京畿，逼請昭宗遷都。寇彥卿于是驱赶長安居民東行，百姓都拆屋為筏浮渭而下，道路號哭，仰天大罵国贼崔胤、朱溫（朱全忠原名）害自己如此。唐昭宗也傍徨不忍离开，和左右说话、泣下沾襟。昭宗行至華州，遣人告訴朱全忠，何皇后懷孕在身，願留華州待冬而行。朱全忠大怒，看着寇彥卿命他前去催促皇帝來，不可多留一日。寇彥卿又骑马到华州，当天就逼迫唐昭宗上路。
魏博节度使羅紹威想誅杀本镇牙軍，派使者告诉朱全忠，朱全忠遣寇彥卿去魏博計事，寇彥卿秘密為罗紹威計畫，于是全部诛杀牙軍。朱全忠又派元帅府行军左司马李周彝、右司马符道昭领寇彦卿、南大丰、阎宝率大军讨伐义昌军节度使刘守文。

### 后梁年间

#### 梁太祖年间
朱全忠篡唐自立为后梁太祖皇帝。
开平二年（908年），梁太祖应吴越王钱镠之请，派寇彦卿为东南面行营都指挥使，攻打吴国（原淮南军）。十一月，寇彦卿以三千劲骑袭击吴国霍丘镇将朱景，表达太祖的厚意，意图招降，朱景不许，苦战於邱墟林澤中，寇彦卿折兵无数，败走，又率众五万攻庐、寿二州，皆不胜，被庐州团练使张崇所败，吴国遣滁州刺史史俨抵御他，寇彦卿于是退兵。
开平三年（909年）七至十月间，太祖拜寇彥卿為感化軍節度使，加检校太保。十一月，凤翔将刘知俊率邠宁、凤翔、天雄、泾原四镇军队进逼朔方军治所灵州州城，朔方节度使韩逊告急。太祖遣陕州节度使康怀贞、寇彦卿率兵攻逼邠、宁二州，以缓解朔方军情。一年多后，召為左金吾衛大將軍，充金吾衙仗使。寇彥卿一天早上到天津橋，年老百姓梁观没有避让冲上前，寇彦卿的前驅将他从橋上石欄摔下而死。寇彥卿見太祖自首，太祖惜之，命通事舍人赵可封宣谕，詔寇彥卿赔钱贖罪。御史司憲崔沂劾奏寇彥卿，认为梁观的过失仅鞭笞即可，請求依法治寇彦卿罪，太祖不得已，責授寇彥卿游击将军、左衛中郎將。寇彦卿扬言悬赏万缗取崔沂首级。崔沂告诉太祖，太祖派人对寇彦卿说，如果崔沂有毫发之伤，就将寇彦卿灭族。功臣骄横之风从此稍得整肃。后寇彦卿復拜相州防禦使，依前行营诸军排阵使。乾化二年（912年）不早于五月，遷河陽節度使，加检校太傅。
太祖遇弒，寇彥卿出太祖畫像事之如生，每次對客人谈起太祖朝旧事必涕泗交下。

#### 梁末帝年间
後梁末帝即位，改寇彦卿遥领山南西道节度使、东南面行营都招讨使，抵御吴国，又改右金吾卫上将军。贞明初年，徙鎮威勝军。吴国围攻安陆，寇彦卿奉诏领兵解围，大破吴军而回。贞明四年卒於威胜军节度使任上，年五十七。诏赠侍中。

## 评价
- 《旧五代史》《新五代史》都评价寇彥卿明敏善事人，但怙寵作威，好誅殺，多猜忌，虽然得到了显赫的功名，却被有识者鄙夷。[1][2]

## 延伸阅读
[在维基数据编辑]
 《舊五代史·卷20》，出自薛居正《舊五代史》
 《新五代史·卷21》，出自歐陽修《新五代史》